# Simon Scarrow
Simon Scarrow es un escritor inglés nacido en Lagos (Nigeria) en 1962. Su hermano Alex Scarrow también es escritor.
Tras varios años como profesor de Historia, se convirtió en un fenómeno en el campo de los ciclos novelescos de narrativa histórica gracias a dos sagas: Águila y Revolución.

## SerieÁguila
Narra la historia de Quinto Licinio Cato en el Imperio romano del siglo I d. C. que, viniendo de trabajar como esclavo en el Palacio del Emperador, es enviado a las Legiones en el Rin, donde ejerciendo de optio, tendrá que luchar contra los germanos en su primera batalla. Allí salvará la vida del centurión Lucio Cornelio Macro y se ganará su amistad. Ambos servirán en las legiones por todo el imperio y vivirán múltiples aventuras por las que serán condecorados e irán ascendiendo de rango militar y social, llegando Cato a ser prefecto y Macro a centurión superior. Ya su primera entrega fue una agradable sorpresa para la crítica y los lectores de la narrativa histórica en países como Reino Unido, España, Alemania e Italia, entre otros. El primer libro de la serie, El águila del Imperio, comienza en el 42 d. C., durante el gobierno del emperador Claudio cuando su protagonista, el optio Cato, formando parte de la II Legión Augusta se prepara para unirse a un ejército que se lanzará a la conquista de Britania, la cual ya había sido tratada de invadir por Julio César y Calígula un siglo antes. El último libro publicado en castellano es Rebelión, el vigésimo segundo libro de la saga.

## Serie Revolución
Versa sobre las vidas paralelas de Napoleón Bonaparte y el duque de Wellington, su primer tomo se titula Sangre Joven.

## Libros publicados

### SerieÁguila
En España:
- El águila del Imperio (2000)
- Roma Vincit![1] (2001)
- Las garras del águila[2] (2002)
- Los Lobos del águila (2003)
- El águila abandona Britania[3] (2004)
- La profecía del águila[4] (2005)
- El águila en el desierto[5] (2006)
- Centurión[6] (2007)
- El gladiador[7] (2009)
- La Legión (2010)
- Pretoriano (2011)[8]
- Cuervos Sangrientos (2013)
- Hermanos de sangre (2014)
- Britania (2015)
- Invictus (2016)
- Los días del César (2017)
- La sangre de Roma (2018)
- Traidores a Roma (2019)
- La exiliada del Emperador (2021)
- El honor de Roma (2022)
- Muerte al emperador (2022)
- Rebelión (2023)

### Serie Revolución
- Sangre joven (2007)
- Los generales (2008)
- A fuego y espada (2009)
- Campos de muerte (2010)

### Gladiador
(Serie para público juvenil)
- Gladiador: la lucha por la libertad - Edhasa (2011)
- Gladiador: Lucha en las calles - Edhasa (2013)
- Gladiador: El hijo de Espartaco
- Gladiador: Venganza

### Arena
- Arena (2013)

1. Barbarian (2012)
2. Challenger (2012)
3. First Sword (2013)
4. Revenge (2013)
5. Champion (2013)

Estos títulos se publicaron por separado en formato electrónico antes de aparecer en un volumen en papel.

### No perteneciente a ninguna serie
- La espada y la cimitarra, (2014); (Sobre el Sitio de Malta).
- Corazones de piedra, (2016); (Ambientada en Grecia durante la Segunda Guerra Mundial).
- Piratas de Roma, (2020); (Ambientada en el mundo naval de la Roma imperial, escrita junto con T.J.Andrews).